# Temù
Temù (Temö in dialetto camuno) è un comune italiano di 1 155 abitanti della Val Camonica, in provincia di Brescia, in Lombardia.

## Geografia fisica

### Territorio
Le frazioni di Temù sono: Lecanù (1.250 m.), Pontagna (1.164 m.), Villa Dalegno (1.380 m.). Il comune dista circa 4 km dalla nota località turistica di Ponte di Legno.

## Storia
Nel 774 d.C., nel documento di donazione della Valle Camonica da parte di Carlo Magno al monastero di San Martino di Tours (Abbazia di Marmoutier), la parte più settentrionale della vallata, al confine con Trentino, è denominata Dalania: 
(Monumenta Germaniae Historica diplomatum Carolinorum, 16 luglio 774 ev(Testo in latino disponibile su wikisource))
In epoca medievale e moderna il nome diviene Daligno o Dalegno. In età veneziana (1428-1797) una delle divisioni amministrative della Valle Camonica era composta dalle due comunità non confinanti di Borno e Dalegno.
Attorno all'anno Mille, la chiesa matrice della comunità di Dalegno, quella di San Martino di Villa Dalegno, ottiene la facoltà di avere una fonte battesimale, senza dover rifarsi a quella della pieve di Edolo.
Nel 1158 il vescovo di Brescia Raimondo: in specifico, in riguardo a ogni onore, distretto e castellanza di Dalegno e di ogni diritto di imporre la decima, quale esiste adesso ed esisterà nel tempo a venire, che nel territorio di Delegno e nelle sue pertinenze (…) e inoltre dell'onore e del distretto che il vescovo ha in Cimbergo vengano investiti Pietro e Laffranco Martinengo.
Il 18 gennaio 1350 il vescovo di Brescia Bernardo Tricardo investe iure feudi dei diritti di decima nei territori di Dalegno la comunità e gli uomini di Dalegno.
Alla pace di Breno del 31 dicembre 1398 i rappresentanti della comunità di Dalegno, Giacomo di Faustino Favalino e il notaio Antonio Pedercino di Davena, si schierarono sulla sponda ghibellina.
Il 9 aprile 1411 Giovanni Federici viene nominato da Giovanni Maria Visconti di Milano conte della Contea di Edolo e Dalegno.
Nel 1371 si firma presso la casa dei Federici di Edolo un accordo tra i pastori di Mù e quelli di Dalegno che vietavano loro di accedere alle malghe sul monte Avio.

### Simboli
Lo stemma e il gonfalone sono stati concessi con DPR del 30 giugno 1954.
Il gonfalone è un drappo di azzurro.

## Monumenti e luoghi d'interesse

### Architetture religiose
Le chiese di Temù sono:

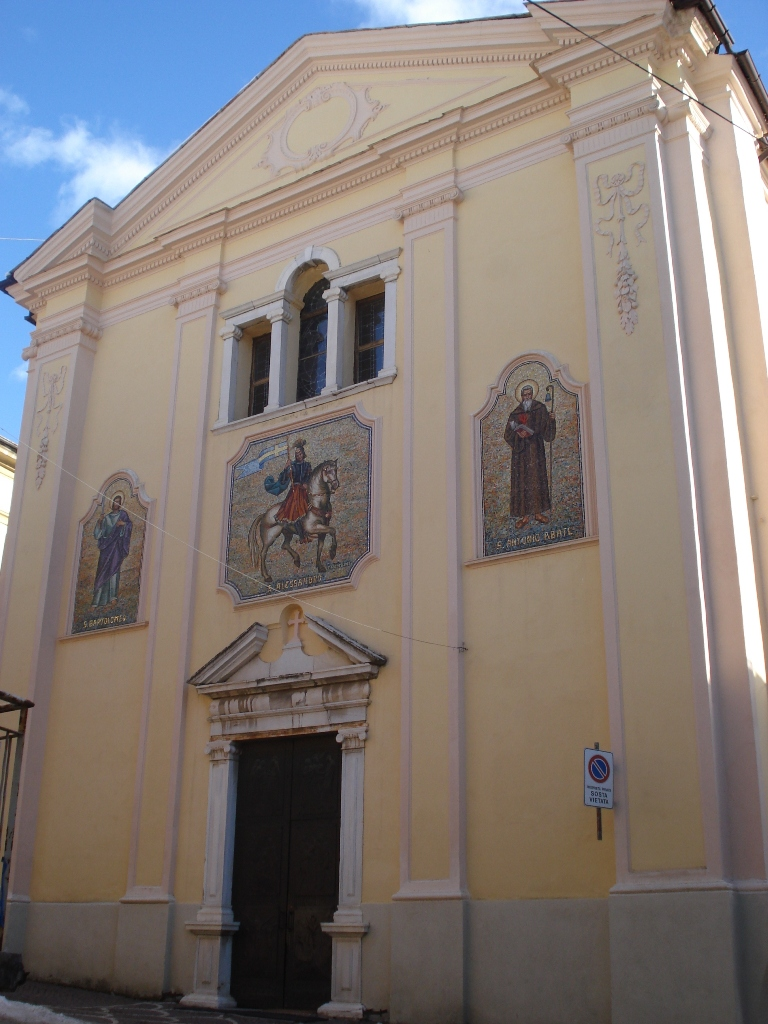
Chiesa di San Bartolomeo Apostolo di Temù

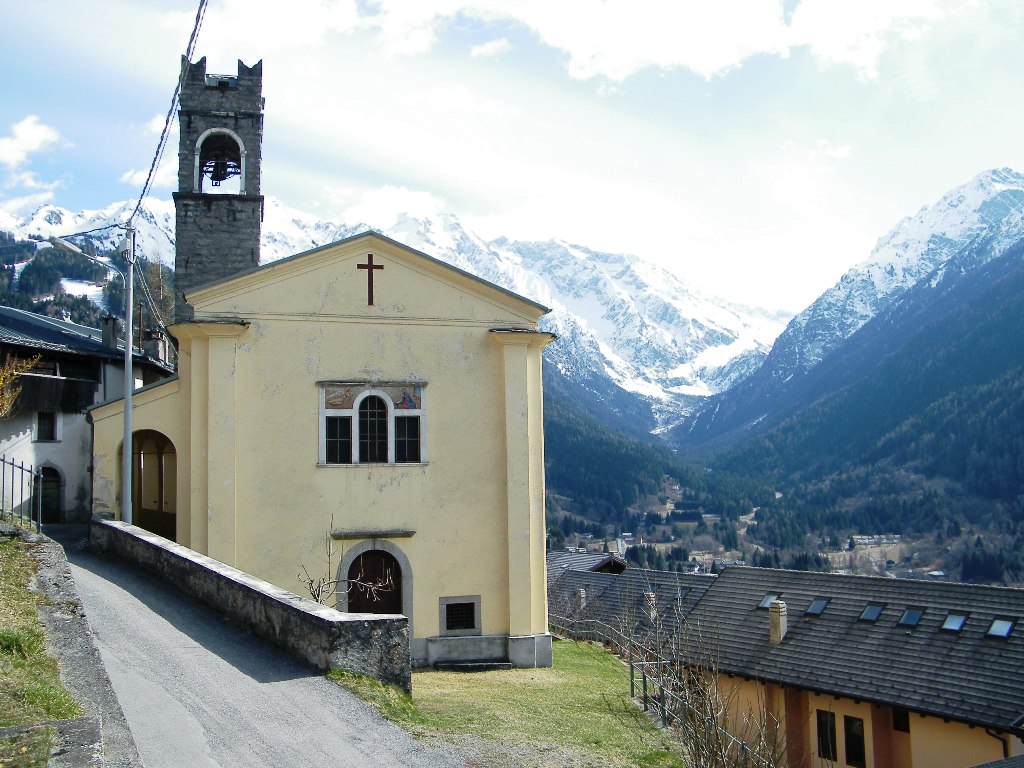
Chiesa dei santi Martiri di Lecanù

- Parrocchiale di San Bartolomeo Apostolo, di struttura secentesca, ristrutturata nel XIX secolo. Il portale è in marmo di Vezza.
- Chiesa di Sant'Alessandro, sorge lungo la strada per Vione, la struttura è del XVI secolo, ma il campanile dei XIII.
- Chiesa dei Santi Martiri di Lecanù, del XVI secolo.

### Architetture civili

#### Casa per ferie "Pino Silvestre"

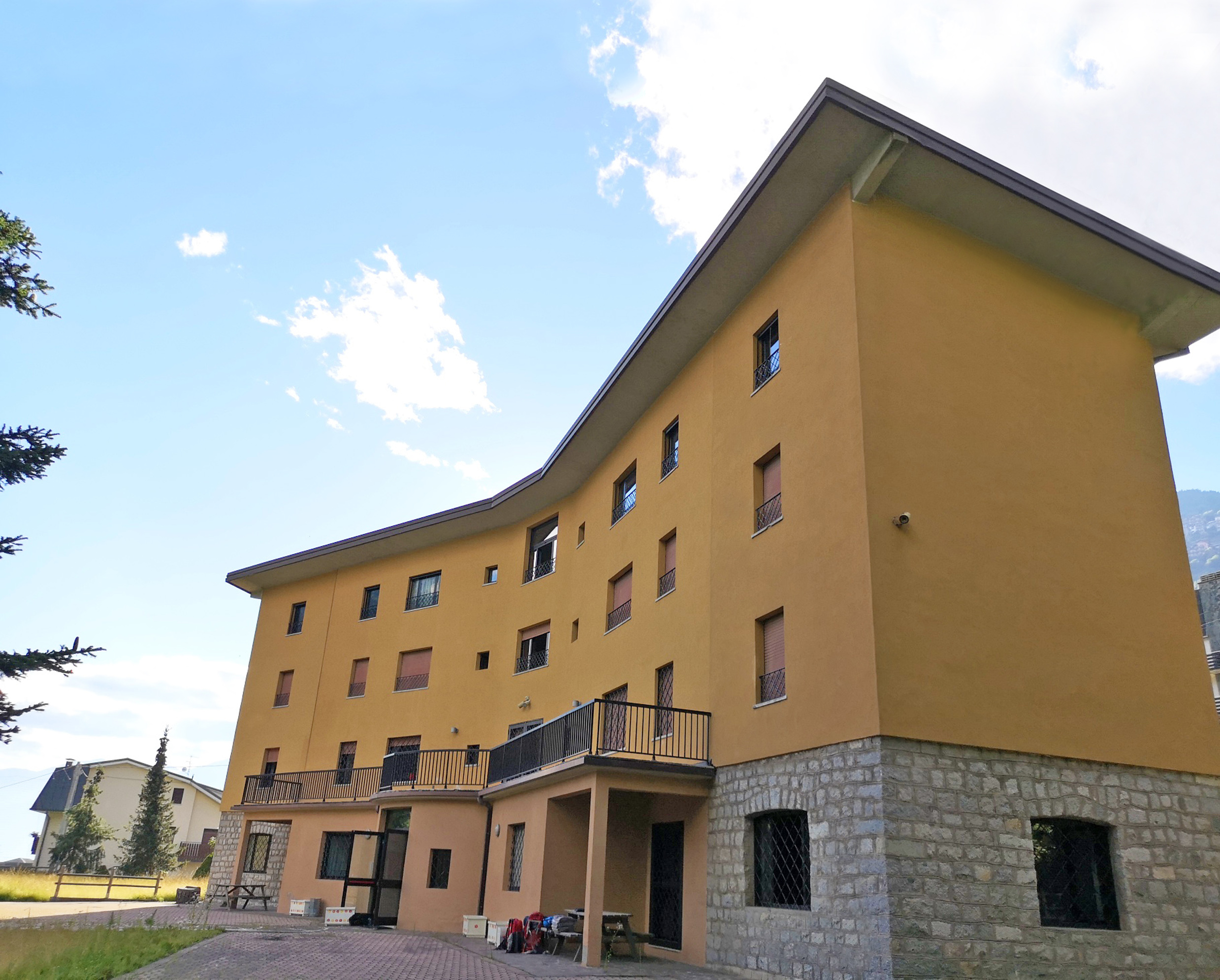
Casa per ferie Pino Silvestre

Con il mandato di don Francesco Foglio, in carica a Travagliato dal 1945 al 1969, si deve la costruzione di una grande casa per ferie chiamata "Pino Silvestre".
Sita in via Adamello è stata edificata a partire dal 1957 e ristrutturata e abbellita nel 1985 da Luigi Barucco in memoria dei suoi cari. Ogni anno ospita gruppi oratoriali, famiglie e giovani anche di altri centri parrocchiali.
La struttura è inserita in un'area di 3.987 m². Nell'area è presente una lunga scalinata e un ampio scivolo che dalla strada conducono fino all'edificio. La struttura si presenta totalmente simmetrica nella parte antistante e al piano terra è presente un ingresso con una segreteria e un'infermeria; nell'ala ovest un salone ricreativo e nell'ala est il refettorio. Nella parte retrostante è presente una cucina con stanze ricettive, ripostigli e vani tecnici disposti sotto un terrapieno. Lo scalone centrale dà accesso ai tre piani superiori suddivisi nelle due ale che comprendono 15 camere da letto con letti a castello nella parte anteriore e sul retro sono state previste 6 camere per il personale con relativi bagni, sempre disposte sui tre piani. Nell'ala ovest dell'ultimo piano è presente una cappella per le funzioni religiose.
Nel corso degli anni successivi venne ripetutamente ristrutturata e adeguata alle esigenze architettoniche del nuovo secolo.

## Società

### Evoluzione demografica
Abitanti censiti

### Tradizioni e folclore
Gli scütüm sono nei dialetti camuni dei soprannomi o nomiglioli, a volte personali, altre indicanti tratti caratteristici di una comunità. Quello che contraddistingue gli abitanti di Temù è Cèc, che in dialetto sta ad indicare il picchio verde.

## Cultura

### Musei
Temù è sede del Museo della Guerra Bianca in Adamello.

### Ricorrenze
- 6 gennaio, festa dell'epifania. Era consuetudine dare al gabinàt (da tedesco Gaben Nacht, notte dei doni): quando la mattina due persone s'incontravano, il primo che pronunciava la parola aveva diritto di ricevere un piccolo dono. I padrini di battesimo facevano regali d'una certa consistenza ai loro figliocci.[14]
- 23 giugno Vigilia di San Giovanni Battista: venivano accesi falò sulle alture.[14]
- 23 agosto Vigilia di San Bartolomeo: in onore del santo patrono si bruciavano delle cataste di legna di abete sulle montagne. Era inoltre usanza illuminare le finestre delle case con lumicini ricavati da gusci di lumache (bogoni) durante la processione per le vie del paese.[14]

## Geografia antropica
Le frazioni di Temù sono:
- Pontagna
- Villa Dalegno
- Lecanù

## Economia

### Turismo
Malgrado il territorio, grazie alle meravigliose risorse ambientali e paesaggistiche, abbia innata vocazione per un turismo di qualità, oggi l'economia del Comune si basa essenzialmente sul mercato dell'edilizia residenziale (seconde case e residence) in relazione all'attività del vicino comprensorio sciistico Adamello Ski.
Il territorio montano di Temù, un tempo utilizzato principalmente per l'agricoltura, ha visto nel tempo ridursi fin quasi a scomparire tutte le attività ad essa collegate quali piccoli caseifici, forni, segherie.
L'attività turistica nel periodo estivo è sottodimensionata rispetto alla ricchezza naturalistica e di tradizioni del territorio, mentre eccessivo è lo sfruttamento nel periodo invernale, per l'attività sciistica.
Il comune di Temù, come tutti i comuni limitrofi, a partire dagli anni sessanta è stato interessato da un pressante fenomeno di emigrazione, tuttora in atto. Non aiuta l'eccessivo sfruttamento della sola stagione invernale, che richiama localmente soltanto attività (e lavoratori) a carattere prevalentemente stagionale.

## Infrastrutture e trasporti

### Strade
È attraversato dalla Strada statale 42 del Tonale e della Mendola.

### Impianti a fune
l'impianto a fune principale di Temù è la seggiovia che collega la città al rifugio Roccolo Ventura; in inverno durante la stagione sciistica dal rifugio partono altre seggiovie che collegano le varie piste da sci.

## Amministrazione

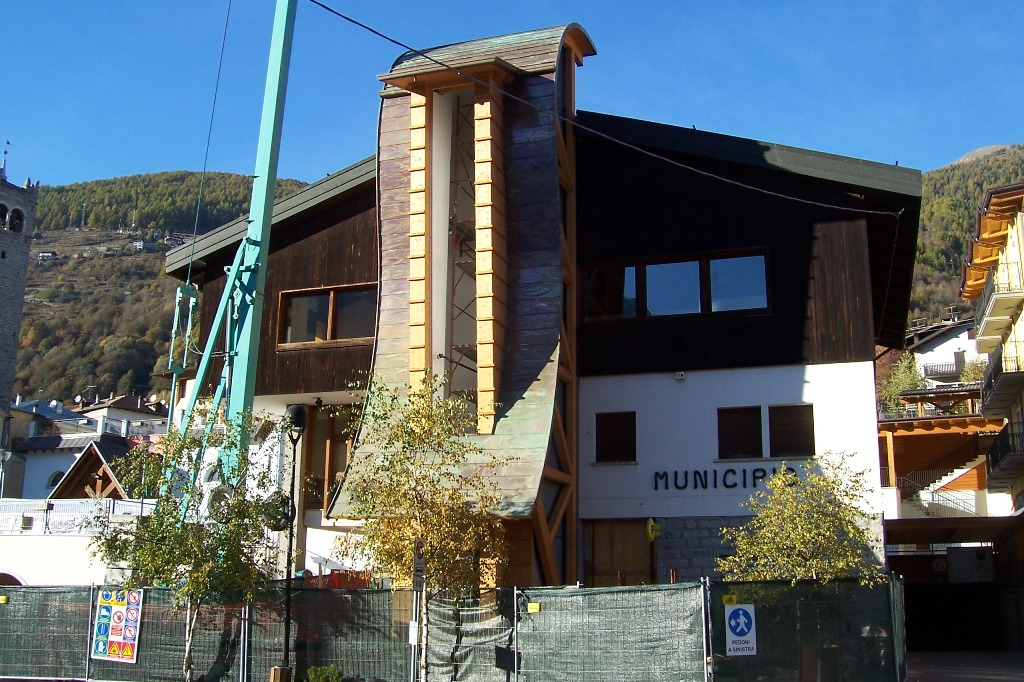
Municipio di Temù

| Periodo          | Periodo          | Primo cittadino          | Partito                        | Carica      | Note   |
| ---------------- | ---------------- | ------------------------ | ------------------------------ | ----------- | ------ |
| 24 aprile 1995   | 14 giugno 1999   | Maria Giovanna Battistel | PPI                            | Sindaco     |        |
| 14 giugno 1999   | 8 giugno 2009    | Corrado Tomasi           | lista civica di centrosinistra | Sindaco     |        |
| 8 giugno 2009    | 27 maggio 2019   | Roberto Menici           | lista civica di centrosinistra | Sindaco     | [ 15 ] |
| 27 maggio 2019   | 21 dicembre 2023 | Giuseppe Pasina          | lista civica di centro         | Sindaco     | [ 16 ] |
| 21 dicembre 2023 | In carica        | Anna Chiti Batelli       |                                | Commissario |        |
| 10 giugno 2024   | in carica        | Corrado Tomasi           | lista civica                   | Sindaco     |        |

### Unione di comuni
Temù fa parte dell'Unione Comuni dell'Alta Valle Camonica, assieme ai comuni di Ponte di Legno, Vione, Vezza d'Oglio, Incudine e Monno.

L'unione di comuni, che ha sede a Ponte di Legno, è stata creata il 30 ottobre 2000, ed ha una superficie di circa 284,10 km².

### Fusione con Ponte di Legno
Il 28 ottobre 2012 è stata sottoposta a referendum la fusione fra i comuni di Ponte di Legno e Temù. La proposta non è stata approvata e lo stesso è accaduto nel 2017.

## Sport
In stretta correlazione con lo sviluppo del comprensorio sciistico di Ponte di Legno-Tonale il paese ha subito un progressivo calo demografico per emigrazione verso i maggiori centri cittadini della Lombardia, a favore di una conversione della struttura abitativa da permanente a stagionale grazie all'afflusso di migliaia di turisti che popolano il comune nei periodi turistici, in particolare in quello invernale, dedicato allo sci.
Il campo sportivo in via Saletti negli ultimi anni viene utilizzato da diverse squadre professsionistiche di Serie A e Serie B come sede del ritiro precampionato. Squadre come Sampdoria, Monza e Cagliari infatti hanno scelto di allenarsi lì e soggiornare nelle strutture del vicino comune di Ponte di Legno.